# Svodín
Svodín – wieś (obec) w południowo-zachodniej Słowacji w kraju nitrzańskim, w powiecie Nowe Zamki na Nizinie Naddunajskiej. 

## Współpraca międzynarodowa
- Pińczów
- Tata